# Pristava pri Leskovcu
Pristava pri Leskovcu – wieś w Słowenii, w gminie Krško. W 2018 roku liczyła 104 mieszkańców.